# Anne Baxter (Neighbours)
Anne Baxter (nombre real: Brianna "Bree" Timmins) es un personaje ficticio de la serie de televisión australiana Neighbours, interpretada por la actriz Tessa James del 10 de agosto de 2006 hasta el 13 de julio de 2007.